# Schlechte Zeit für Lyrik
In dem Gedicht Schlechte Zeit für Lyrik von Bertolt Brecht geht es um die inneren Konflikte des Schriftstellers in Bezug auf sein Exilleben und die nationalsozialistische Diktatur.

## Kontext und Form
Das Gedicht ist 1939 von Brecht in Dänemark verfasst worden. Schon seit 1933 befand sich Brecht im Exil, geflohen vor der Hitler-Diktatur. In Dänemark sah sich Brecht den Problemen des Exils gegenüber, wobei ihn als Schriftsteller vor allem der Verlust des deutschen Sprachraums und damit des Publikums traf. Im Zwiespalt zwischen daher rührender Hilflosigkeit und Selbstbeschuldigung, nicht aktiv gegen den Nationalsozialismus vorgehen zu können, entstand das Gedicht Schlechte Zeit für Lyrik. Es behandelt vor allem die Frage nach dem Zwecke von Lyrik in großen historischen Krisenzeiten und greift somit das Motto des zweiten Teils des Gedichtszyklus der Svendborger Gedichte auf, das da lautet:
In den finsteren Zeiten

Wird da auch gesungen werden?

Da wird auch gesungen werden.

Von den finsteren Zeiten.
Wobei Brecht die Korrekturen an Svendborger Gedichte bereits 1938 abgeschlossen hatte und er das Gedicht auch später in keine der Sammlungen einfügte.
Schlechte Zeit für Lyrik ist in sechs Strophen unterteilt, die jeweils von unterschiedlicher Anzahl an Versen sind. Das Gedicht ist formal reimlos. Es finden sich ausschließlich metrisch ungebundene Verse mit beliebiger Silbenzahl. Brecht verwendet durchgehend „freie Rhythmen“. Des Weiteren überwiegt der Hakenstil, was bedeutet, dass der Sinnzusammenhang bis auf wenige Ausnahmen über die Zeilengrenze hinausgetragen wird (Enjambement). Das lyrische Ich in diesem Gedicht ist sicherlich von authentischer Art – sprich: stark biographisch geprägt, weshalb die Aussage des Gedichts durchaus als Ansicht Brechts zu verstehen ist.

## Inhalt
In den ersten der fünf Strophen spricht das lyrische Ich von den natürlichen Ansprüchen einer Gesellschaft auf Glück und Beliebtheit. In der zweiten Strophe ist die Rede von einem unschönen, verkrüppelten Baum, der auf schlechtem Boden steht. Alle, die den Baum sehen, „schimpfen ihn einen Krüppel“ (V. 6), aber achten nicht auf den schlechten Boden.
In der dritten und längsten Strophe des Gedichts spricht das lyrische Ich von seinem Gemütszustand. Es sieht die vielen schönen Dinge um es herum nicht, sondern kann nur die Missstände sehen. So sind zum Beispiel „die Brüste der Mädchen warm wie ehedem“ (V. 13), aber das lyrische Ich sieht nur, „dass die vierzigjährige Häuslerin gekrümmt geht“ (V. 12). In der vierten Strophe sagt es entsprechend, dass ein Reim in seinem Gedicht ihm vorkäme wie Übermut (vgl. V. 15/16). In der letzten Strophe thematisiert das lyrische Ich direkt seinen inneren Konflikt. Es sagt, dass sich die Begeisterung über den blühenden Apfelbaum und die Reden des Anstreichers (spöttische Bezeichnung Adolf Hitlers von Brecht) in ihm streiten. Jedoch könne ihn nur das Zweite zum Schreiben bewegen.
Mit der ersten Strophe bekennt sich das lyrische Ich zu den Ansprüchen auf Glück und Beliebtheit, indem es diese als richtig darstellt. Im Exil sind diese Ansprüche natürlich nicht gedeckt. Somit ist die Lage des Ichs deutlich.
Der personifizierte Baum in der zweiten Strophe weist auf die physische und auch psychische Erschöpfung der Exilschriftsteller hin. Mit dieser Metapher wird klar, dass das lyrische Ich sich seiner Lage bewusst ist und doch unter Selbstzweifeln leidet. „Die Vorübergehenden“ (V. 6), die den Baum einen Krüppel schimpfen, sollen all jene sein, die von außen auf die deutschen Exilanten schauen und diese herablassend behandeln und nicht sehen, dass der schlechte Boden, also das Nazideutschland, für deren missliche Lage verantwortlich ist.
In der dritten Strophe kommen viele Kontraste vor. So stehen sich die schöne Landschaft Dänemarks und die rissigen Garnnetze der Fischer sowie die erotischen Reize der dänischen Mädchen und die gekrümmt gehende Häuslerin gegenüber. Dadurch, dass das lyrische Ich behauptet, die schönen Dinge nicht sehen zu können, sondern nur die Missstände, zeigt es, dass es keine gute Zeit für Lyrik ist. Wo sonst romantische und blumige Sprache angebracht wäre, schreibt Brecht in einer Alltagssprache, was seine Hinwendung zur Realität zum Ausdruck bringt. Durch Missachtung der schönen Dinge möchte Brecht aufklären und darauf hinweisen, dass die Realität erkannt werden muss. Dies ist auch der Grund, warum er auf Reime verzichtet. In der letzten Strophe findet noch einmal eine drastische Gegenüberstellung der bezaubernden Landschaft Dänemarks und der entsetzlichen Reden Hitlers statt. Dadurch, dass er sagt, nur Hitlers Reden veranlassten ihn zum Schreiben, festigt er den Namen des Gedichtes. Denn es ist eine „schlechte Zeit für Lyrik“.

## Weblink
- Text und Brecht-Foto (Memento vom 24. Juli 2014 im Internet Archive)